# Farm Out
Farm Out (рус. Сдать в аренду) — второй студийный альбом, после «Sex & Violins», популярной шведской кантри-группы Rednex, вышедший в 2000 году. Сингл «The Spirit of the Hawk» с этого альбома занял лидирующее место в хит-параде Германии и Австрии, а также «завоевал» третье место в Швейцарском чарте.

## Список композиций
| №                   | Название                              | Длительность |
| ------------------- | ------------------------------------- | ------------ |
| 1.                  | «Intro — Fresh Pigs And More»         | 1:00         |
| 2.                  | «The Spirit Of The Hawk»              | 3:57         |
| 3.                  | «The Way I Mate»                      | 3:43         |
| 4.                  | «The Devil Went Down To Georgia»      | 3:35         |
| 5.                  | «Hold Me For A While»                 | 4:44         |
| 6.                  | «Boring…»                             | 0:28         |
| 7.                  | «Where You Gonna Go»                  | 3:23         |
| 8.                  | «Maggie Moonshine»                    | 4:20         |
| 9.                  | «Animal In The Rain»                  | 0:11         |
| 10.                 | «Ranger Jack»                         | 4:15         |
| 11.                 | «Get The Truck Loaded»                | 3:43         |
| 12.                 | «Message From Our Sponsors»           | 0:49         |
| 13.                 | «Is He Alive»                         | 3:22         |
| 14.                 | «McKenzie Brothers II (Continued...)» | 3:58         |
| 15.                 | «Bottleneck Bob 2000»                 | 3:38         |
| Общая длительность: | Общая длительность:                   | 45:06        |

## Позиции в чартах
| Чарт      | Позиция |
| --------- | ------- |
| Швеция    | 60      |
| Австрия   | 34      |
| Швейцария | 16      |